# Sternburg (Bier)
Der Name Sternburg, umgangssprachlich auch „Sterni“, bezeichnet die zur Radeberger Gruppe gehörende Biermarke aus Leipzig und wird häufig für deren meistverkauftes Produkt „Sternburg Export“ verwendet. Mit einem Marktanteil von 9,5 % war Sternburg im Jahr 2006 die Biermarke mit dem größten Absatz in Ostdeutschland, wobei bis 2011 komplett auf Werbung verzichtet wurde.

## Geschichte

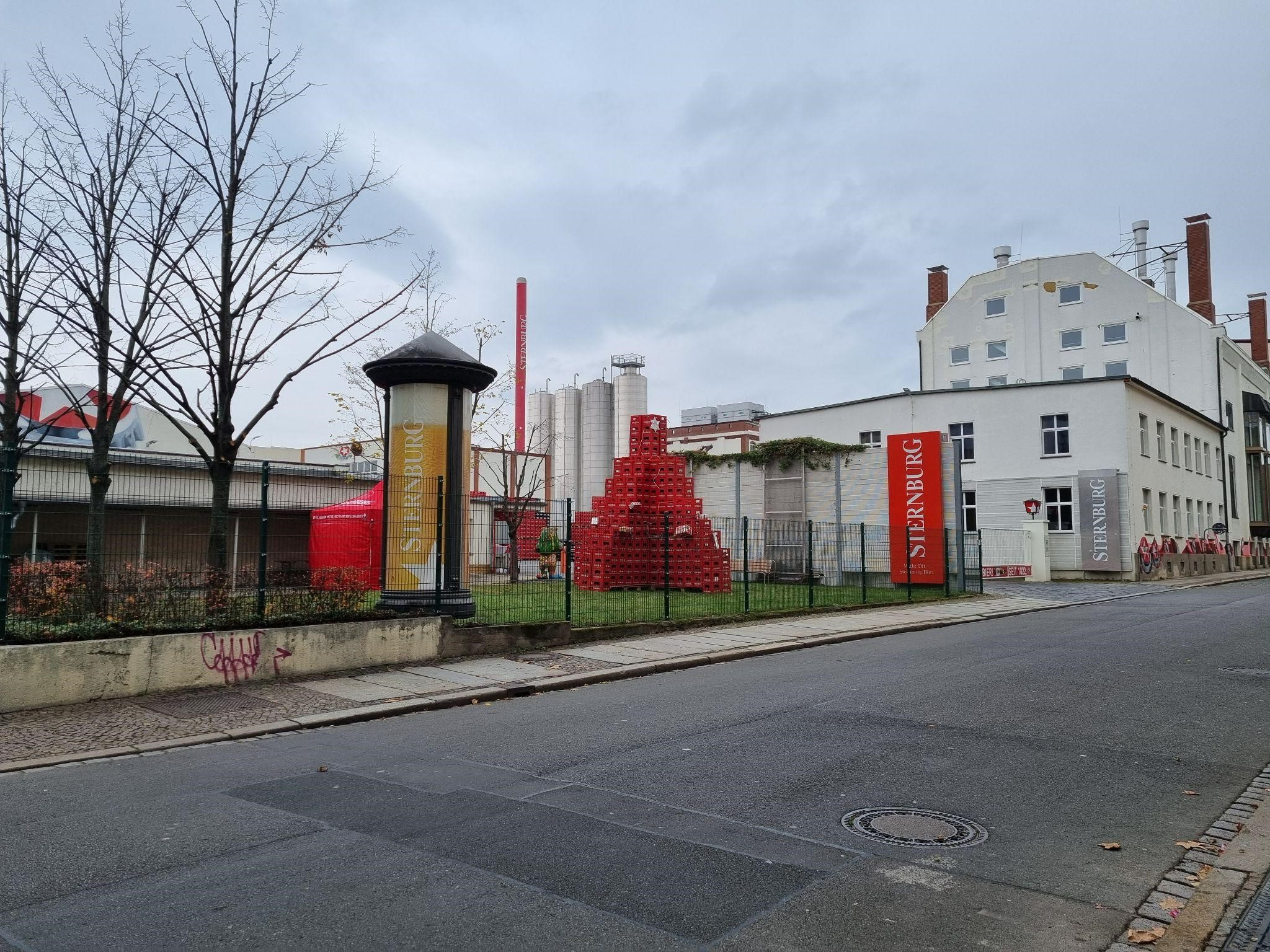
2021 Sternburg-Brauerei in der Mühlstraße

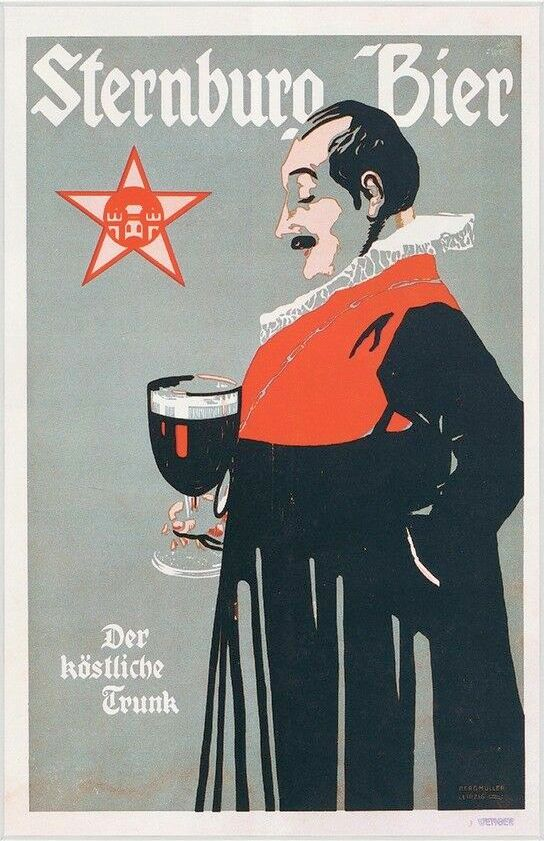
Sternburg-Werbung um 1900

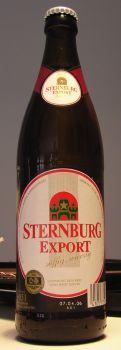
Sternburg Export

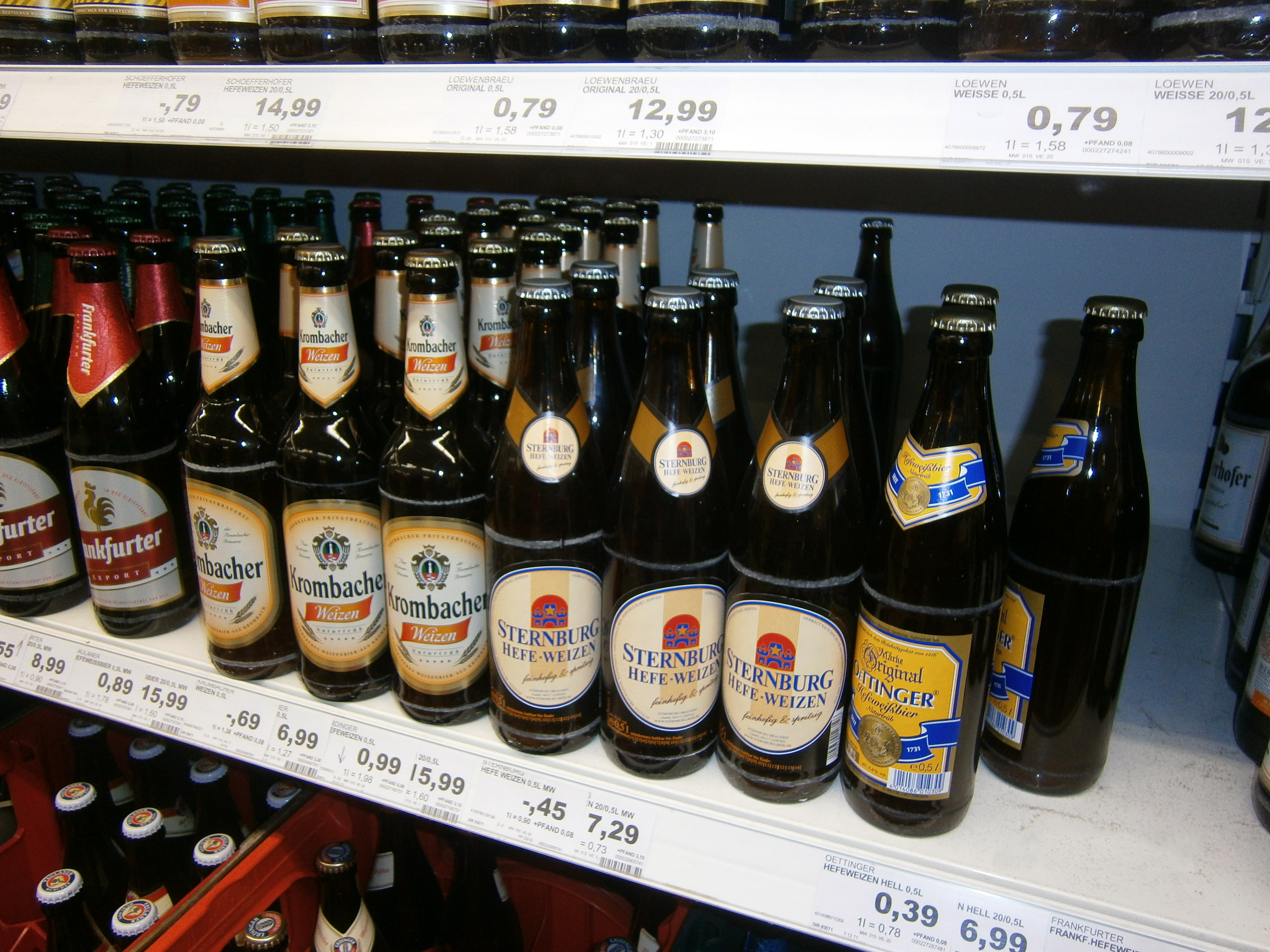
Sternburg-Hefeweizen im Kaufhallenregal

Die namensgebende Brauerei wurde 1822 gegründet, als der Leipziger Kaufmann Maximillian Speck das Rittergut Lützschena samt gutsherrlichem Brauhaus erwarb. Nachdem der mittlerweile geadelte Speck von Sternburg 1829 bei der Rückkehr von einer Reise nach Bayern den Braumeister aus dem zuvor gepachteten Kloster Sankt Veit nach Lützschena mitgebracht hatte, wurde begonnen, dort Bier unter der Marke Sternburg zu brauen und zu vertreiben.
Nach der Schließung des Lützschenaer Brauhauses führt seit 1992 die Reudnitzer Brauerei die Marke Sternburg weiter.
Im selben Jahr erfolgte die Wiedereinführung von „Sternburg Export“ und „Sternburg Pilsener“ im Niedrigpreissegment.
1997 wurde die Sorte „Sternburg Schwarzbier“ eingeführt und „Sternburg Export“ erhielt das CMA-Gütesiegel, „Sternburg Pilsener“ ein Jahr später und „Sternburg Schwarzbier“ erhielt das Gütesiegel im Jahr 1999.
2002 wurde die Sorte „Sternburg Radler“ eingeführt, „Sternburg Diesel“ folgte 2003 und „Sternburg Doppelkaramel“ 2004. Im Jahr 2005 folgte die Sorte „Sternburg Hefeweizen“. 2008 wurde das Sortiment um die Sorte „Sternburg Urtyp“ erweitert. 2015 folgte „Sternburg Export Alkoholfrei“. Die letzte Neueinführung war im Jahr 2021 das „Sternburg Hanf-Radler“. Für das 200-jährige Jubiläum im Jahr 2022 wurde das „Sternburg Jubiläumsbock“ für ein Jahr produziert und verkauft.
Seit dem 1. Januar 2006 ist die Marke Teil der Radeberger Gruppe KG.

## Sorten mit Jahr der Einführung (nach der Wende)
- 1992 Sternburg Export
- 1992 Sternburg Pilsener
- 1997 Sternburg Schwarzbier
- 2002 Sternburg Radler
- 2003 Sternburg Alkoholfrei
- 2003 Sternburg Diesel
- 2004 Sternburg Doppelkaramel
- 2005 Sternburg Hefeweizen
- 2008 Sternburg Urtyp
- 2015 Sternburg Export Alkoholfrei
- 2021 Sternburg Hanf-Radler
- 2022 Sternburg Jubiläumsbock

Etikettensammlung
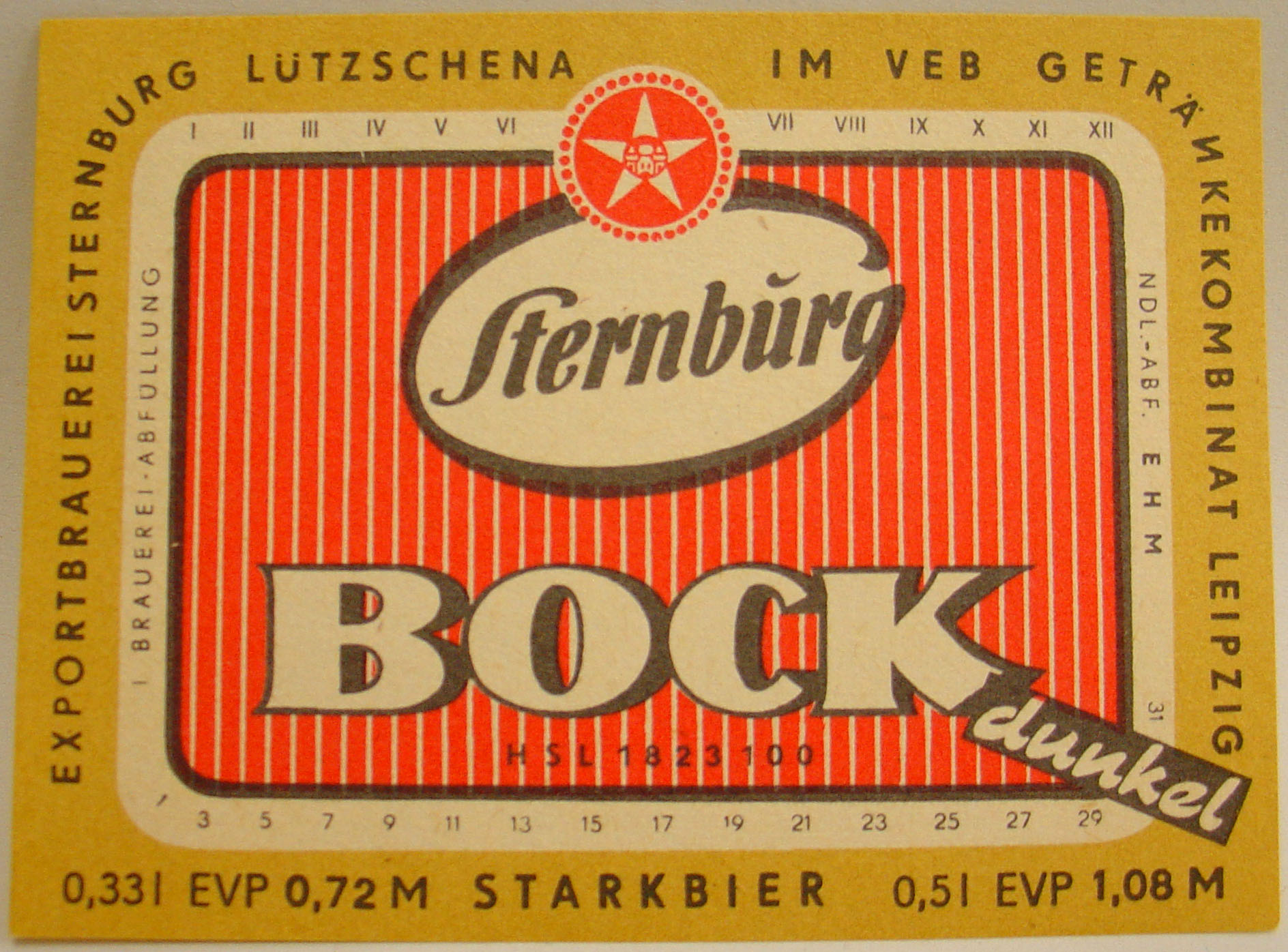
Sternburg Bock (DDR)
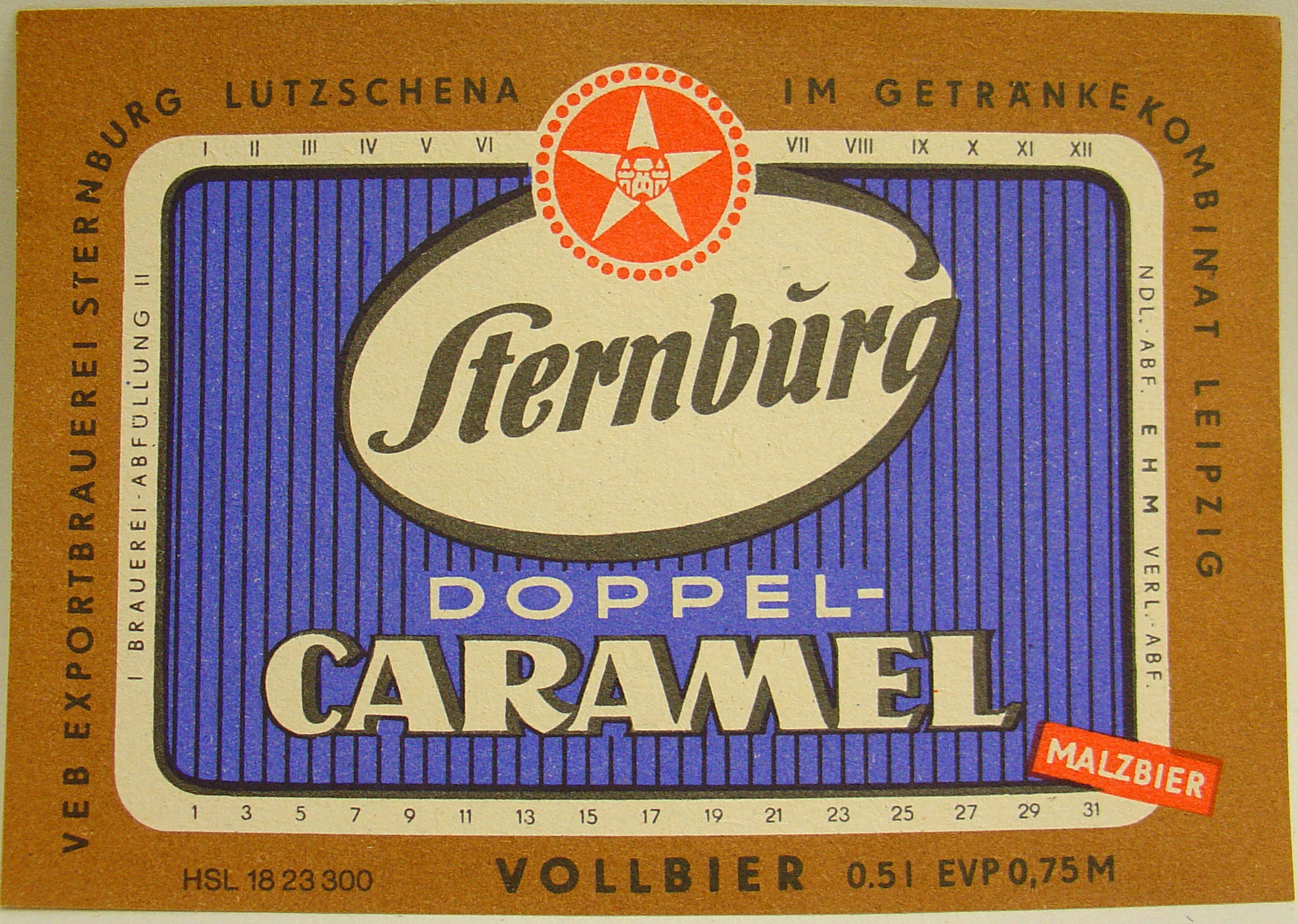
Sternburg Doppel-Caramel (DDR)
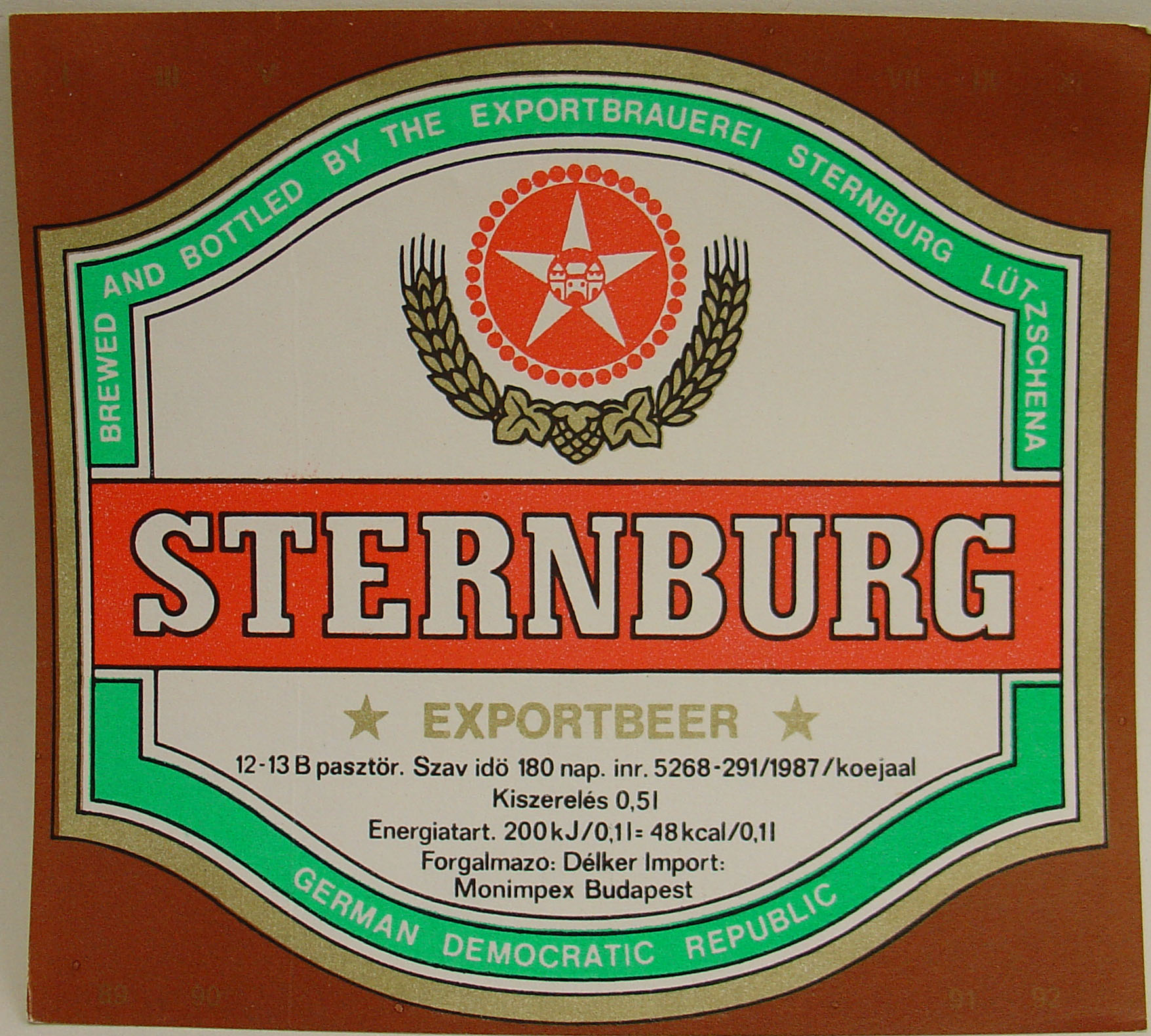
Sternburg Export für Ungarn (DDR)
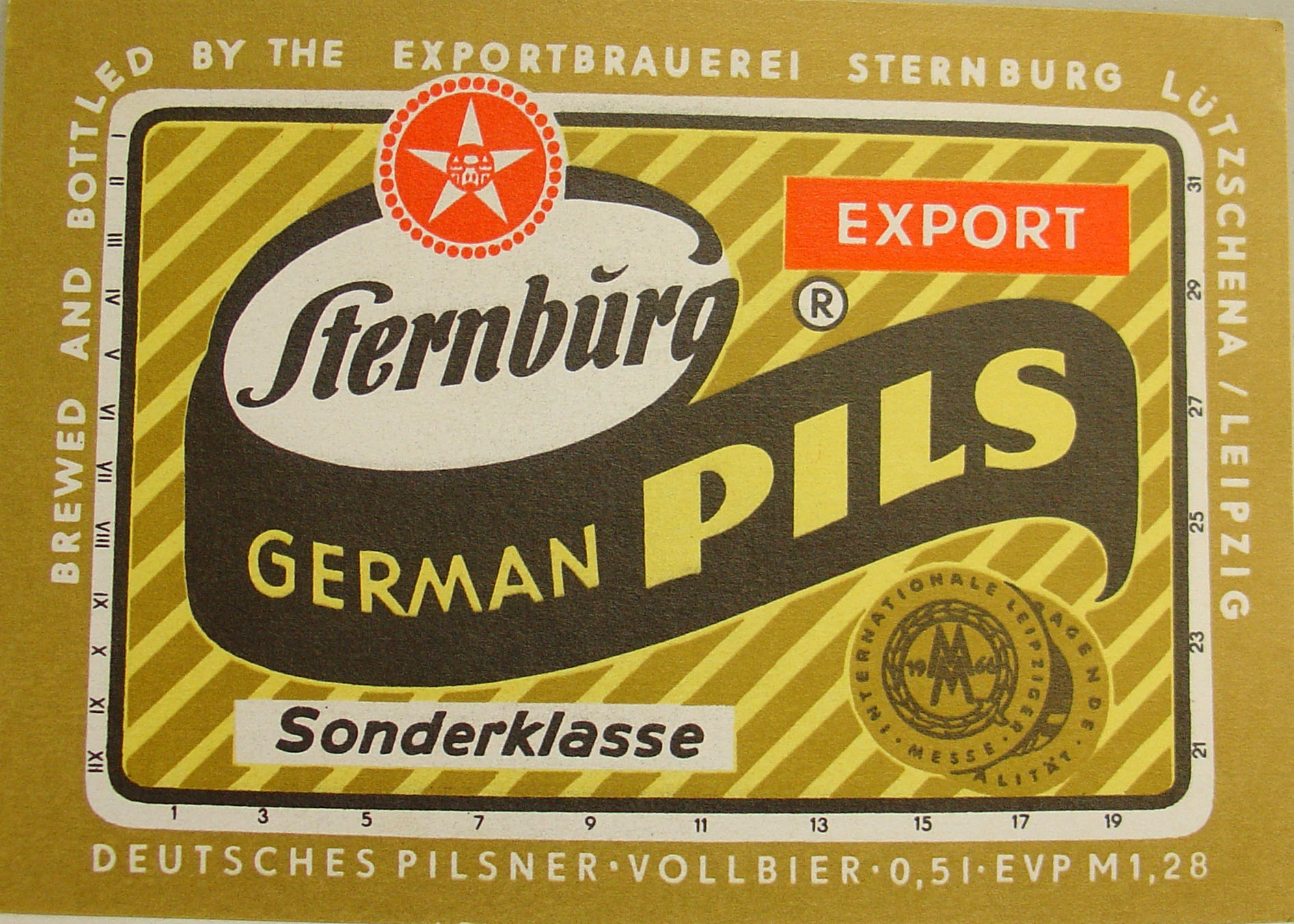
Sternburg German Pils (DDR)
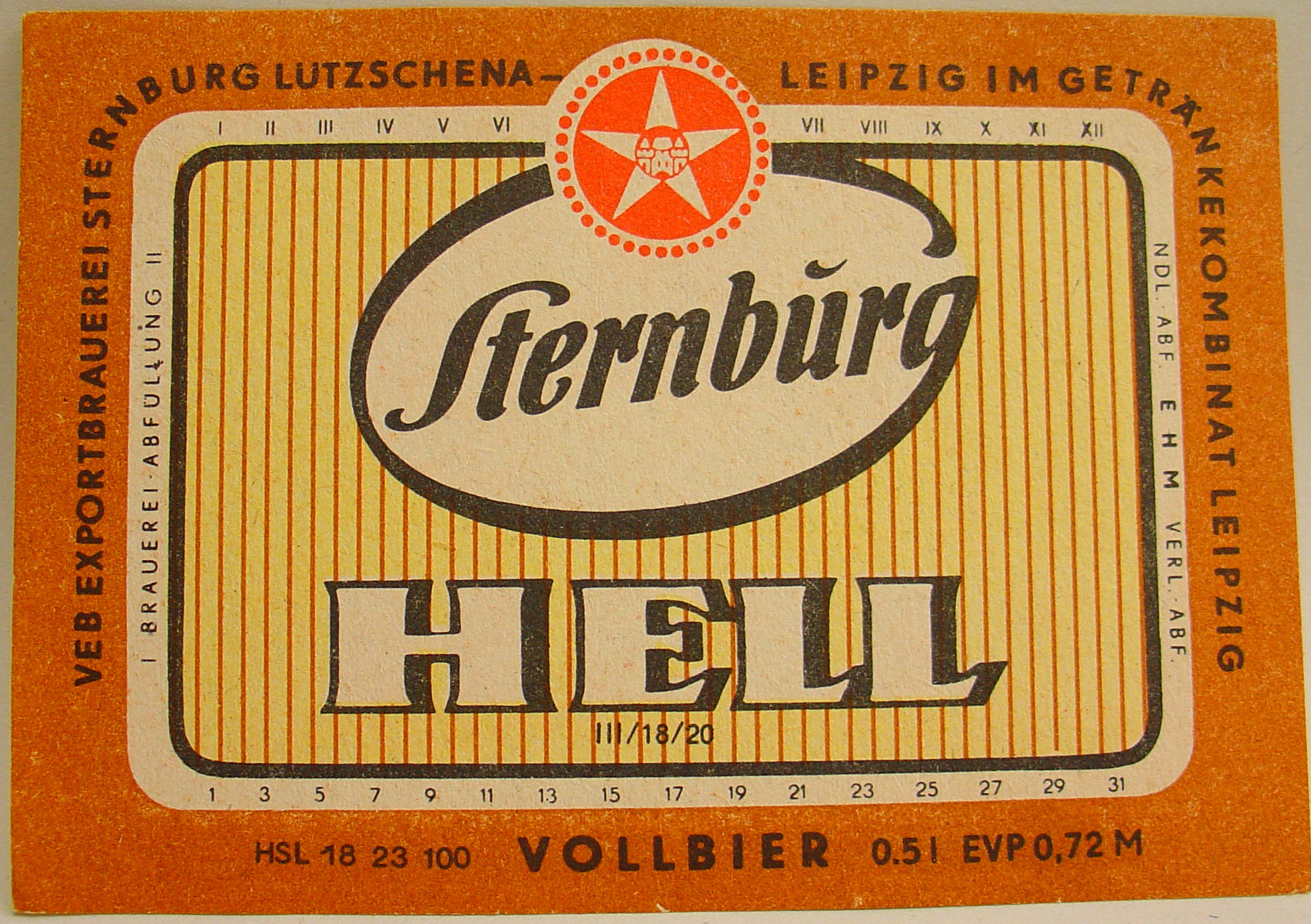
Sternburg Hell (DDR)
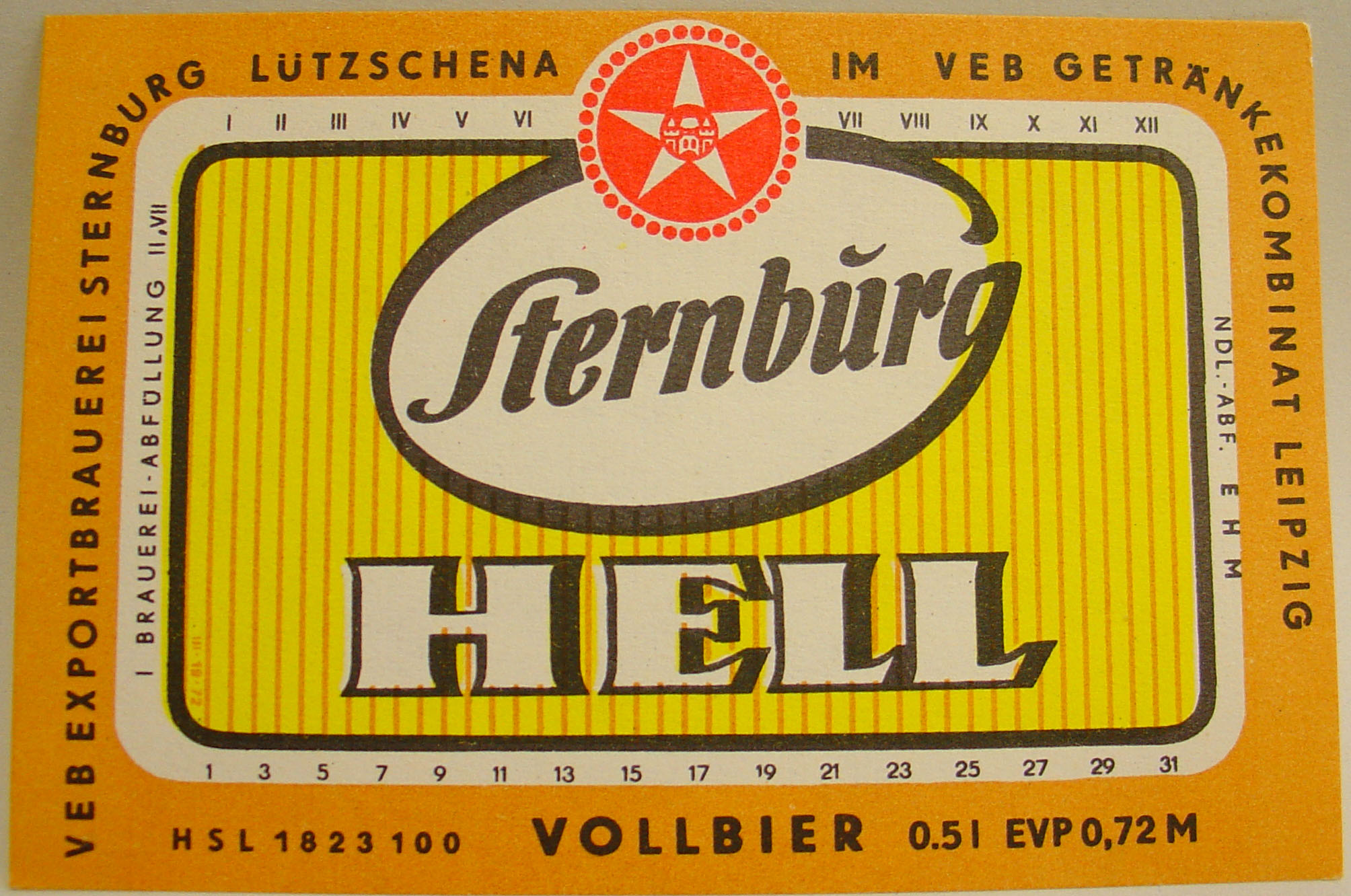
Sternburg Hell (DDR) Variante II
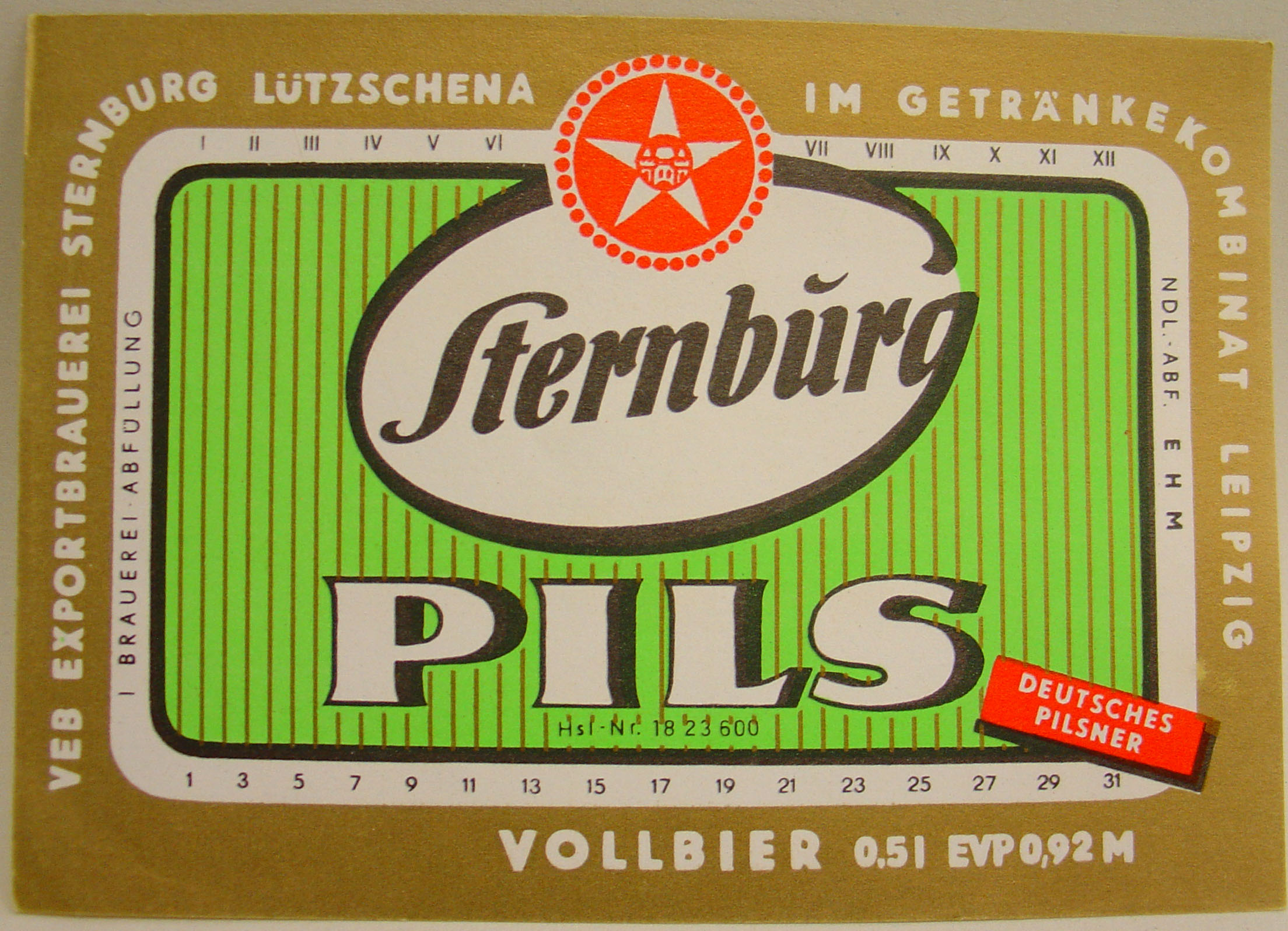
Sternburg Pils (DDR)
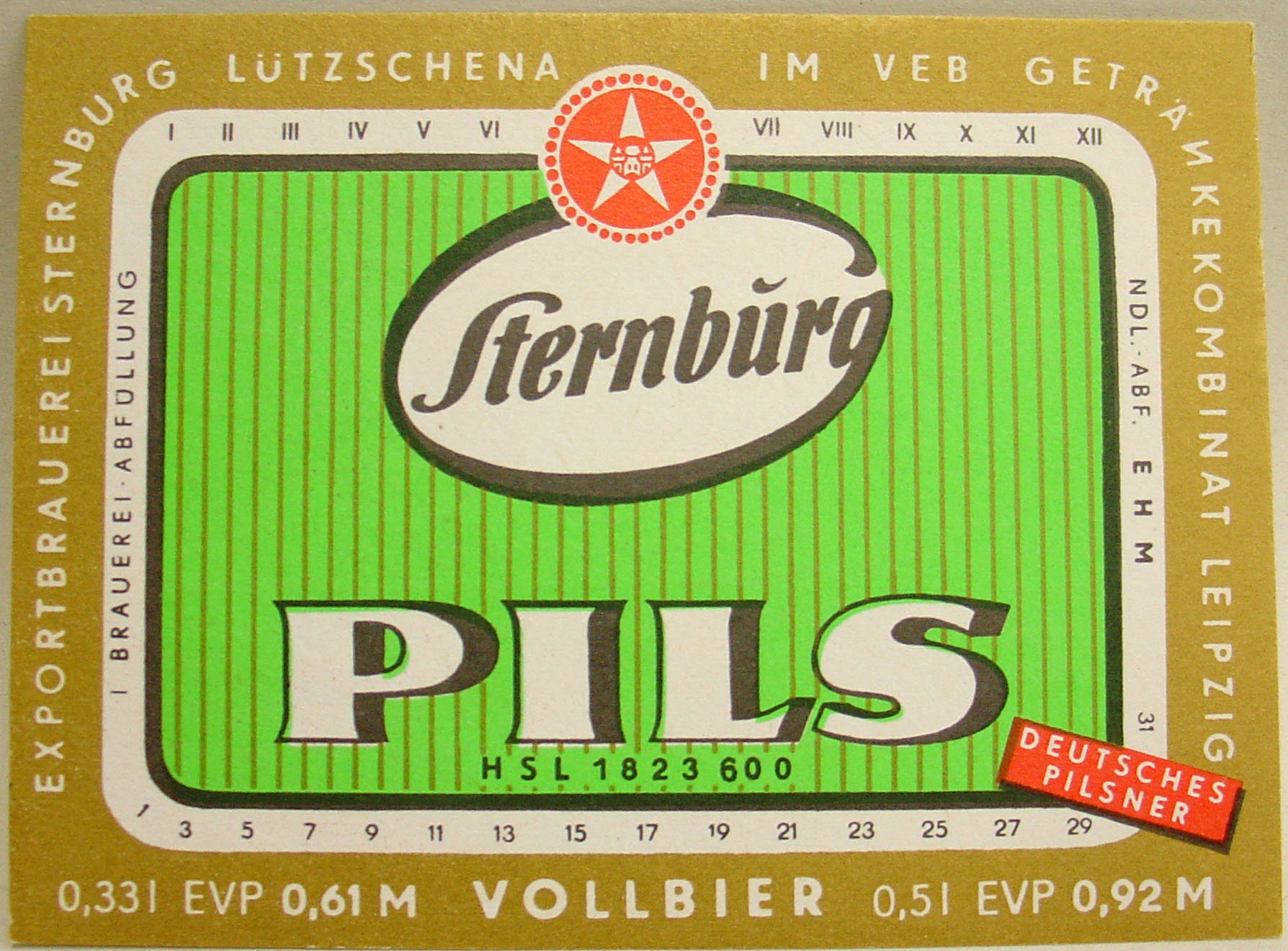
Sternburg Pils (DDR) für 0,33-l- und 0,5-l-Flaschen
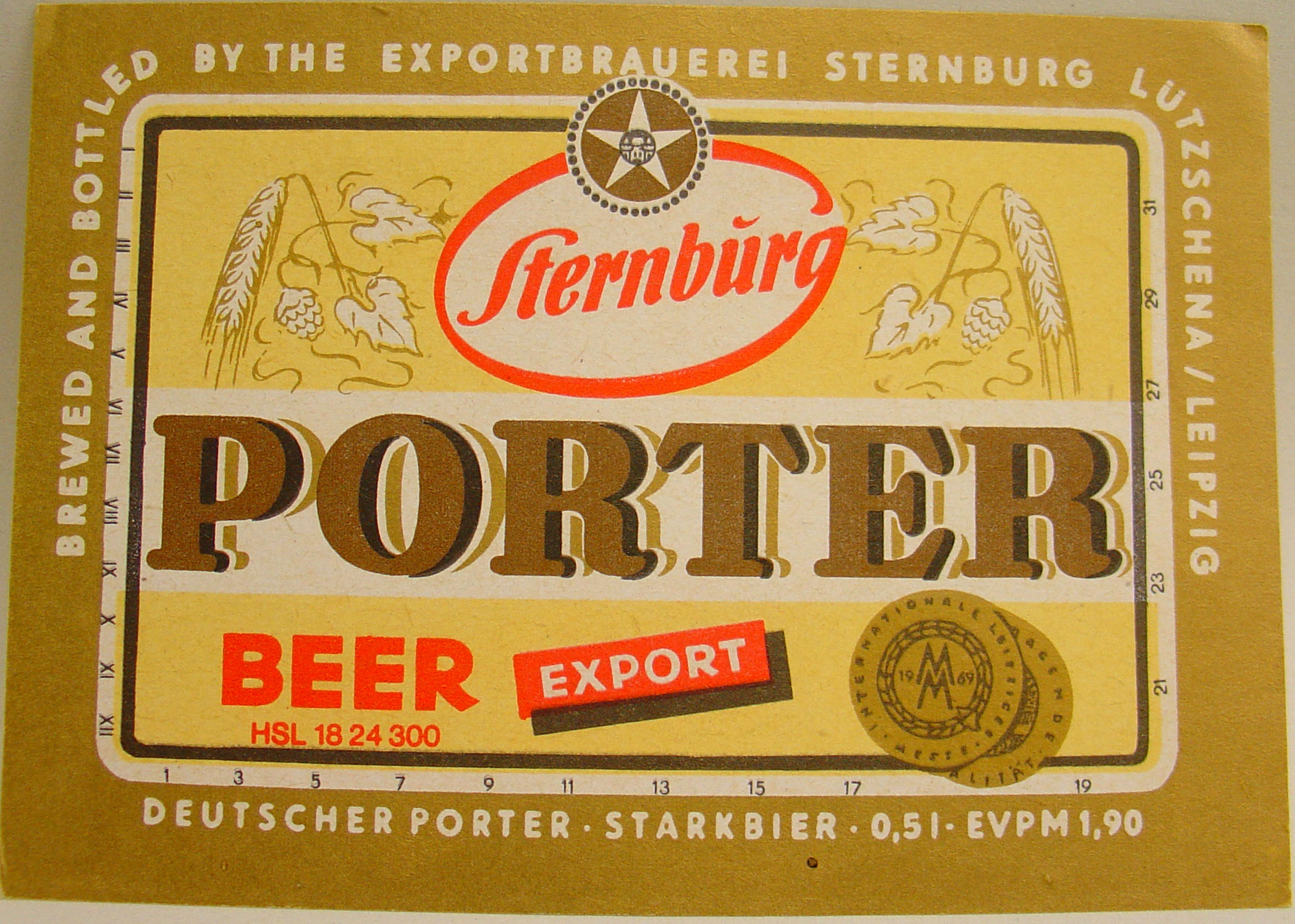
Sternburg Porter (DDR)
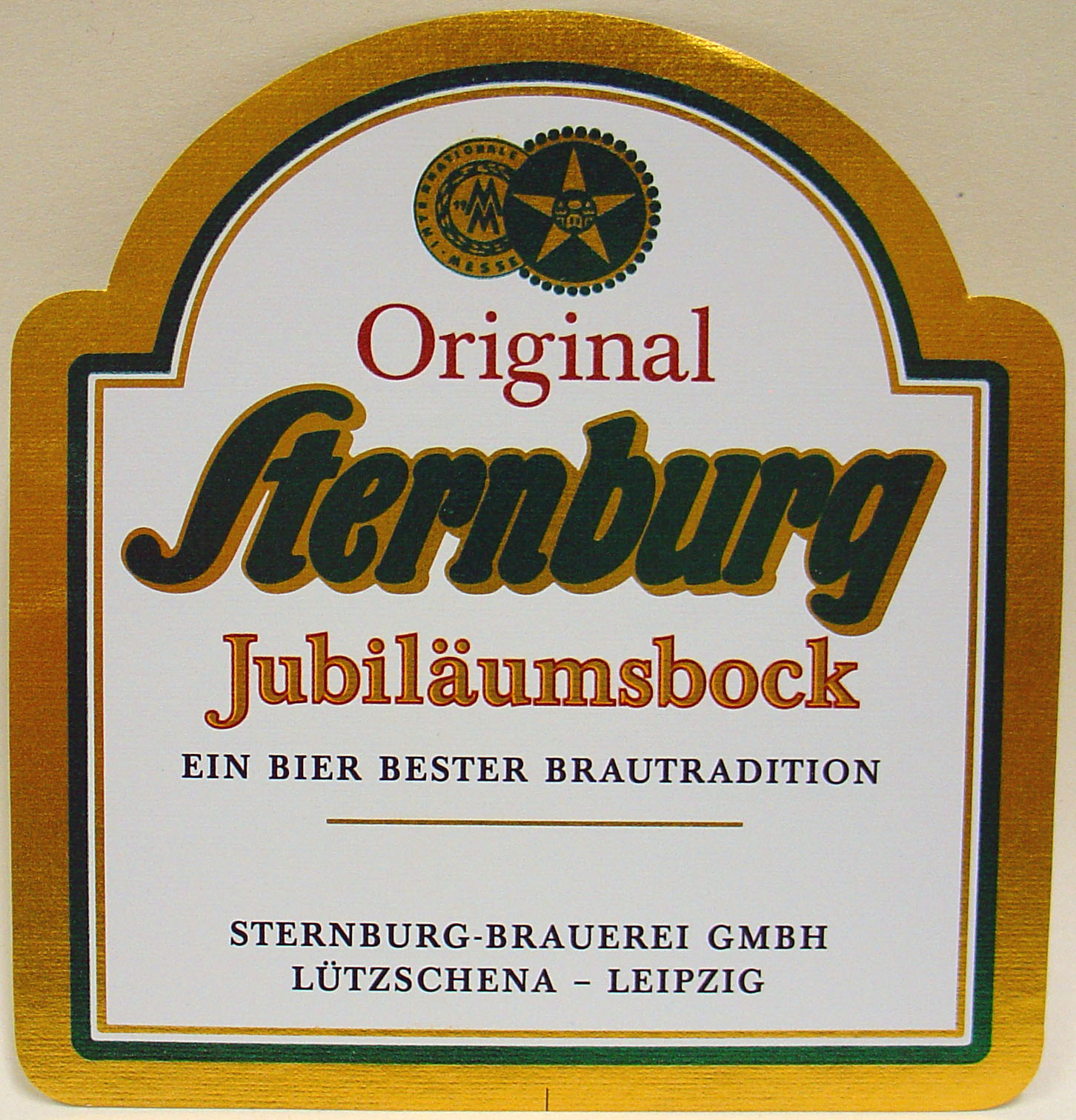
Jubiläumsbock Etikett der Sternburg Brauerei GmbH
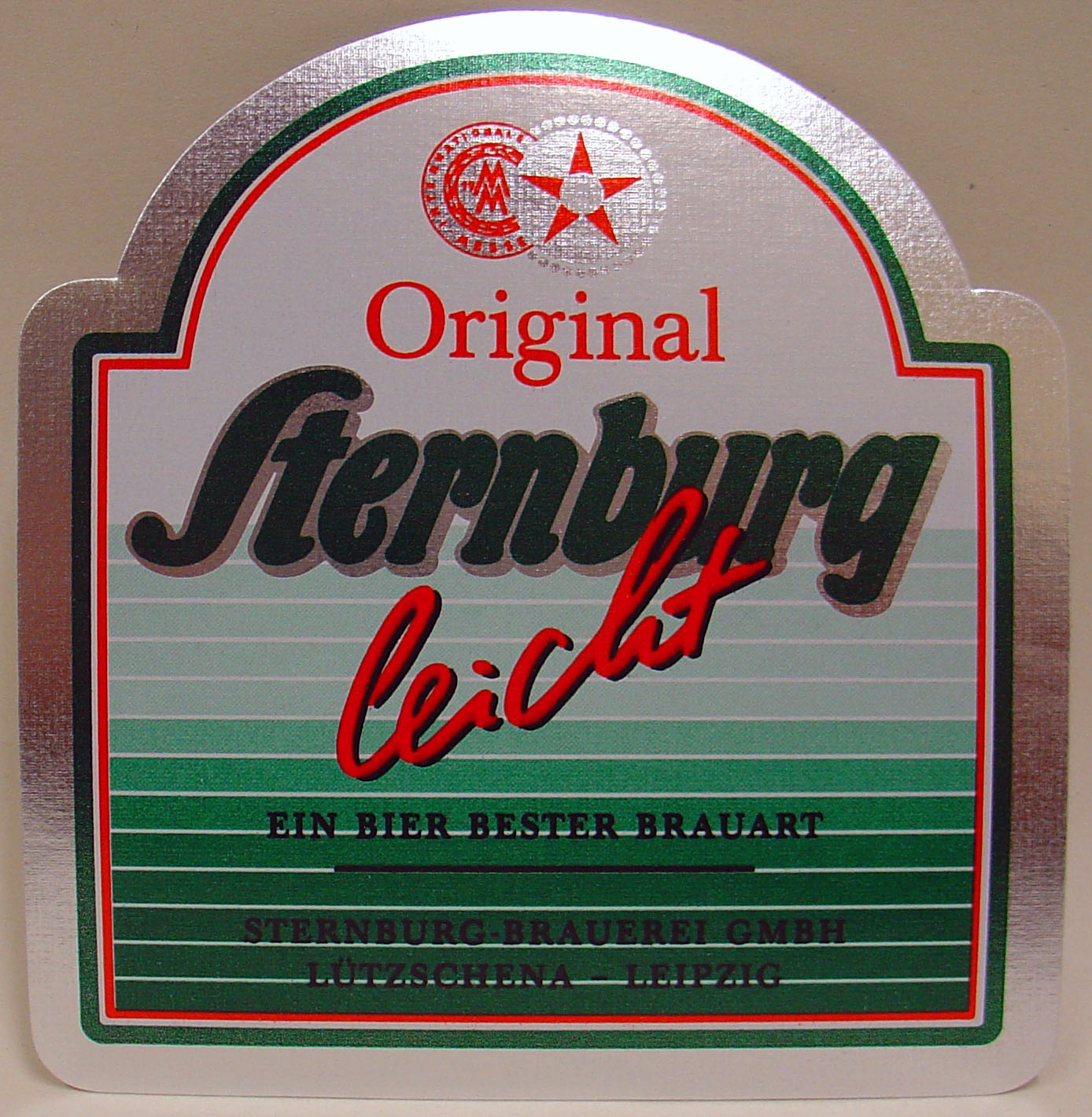
Sternburg leicht, Exportbierbrauerei Sternburg GmbH
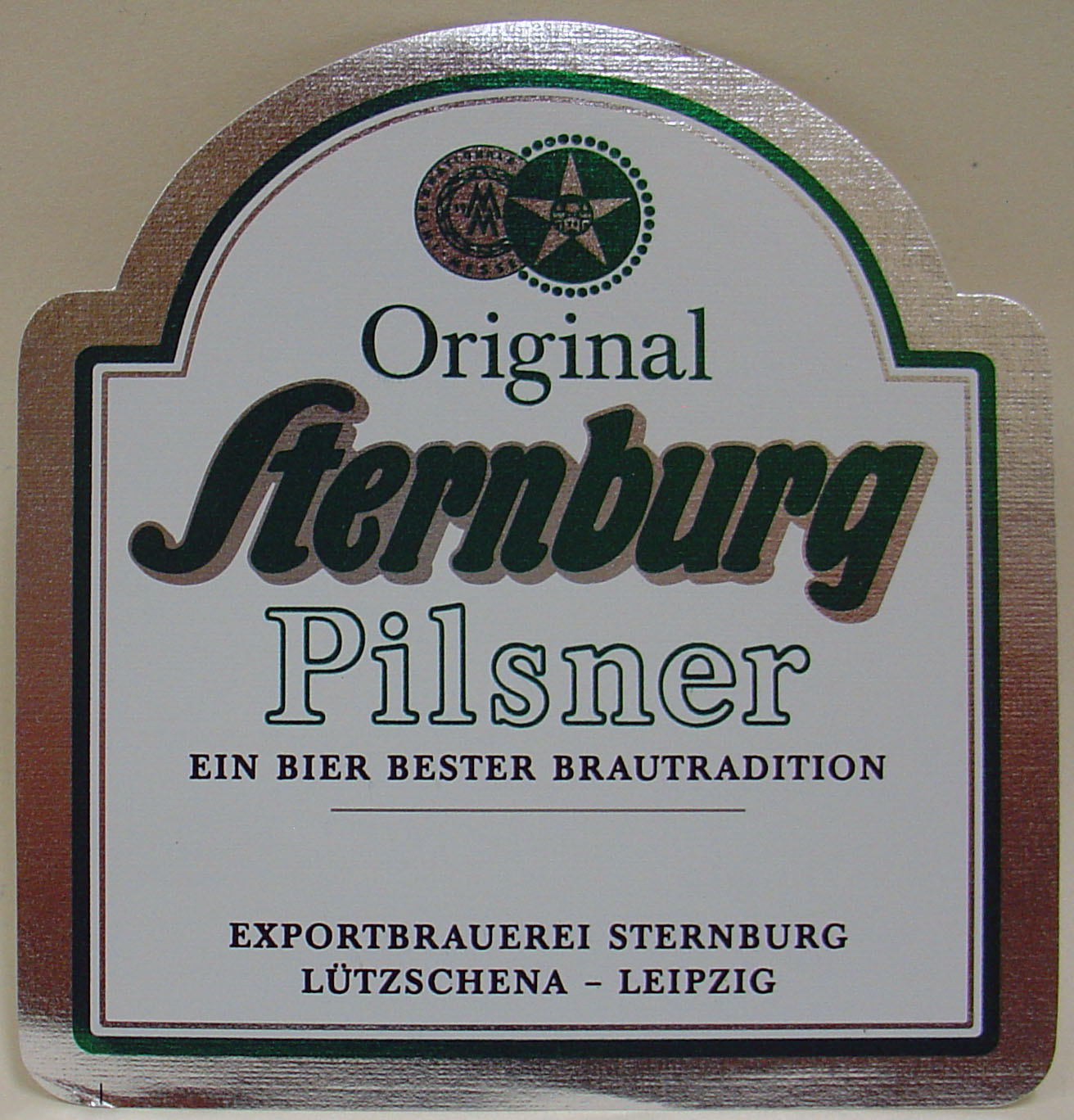
Original Sternburg Pilsner Spezial, Sternburg GmbH
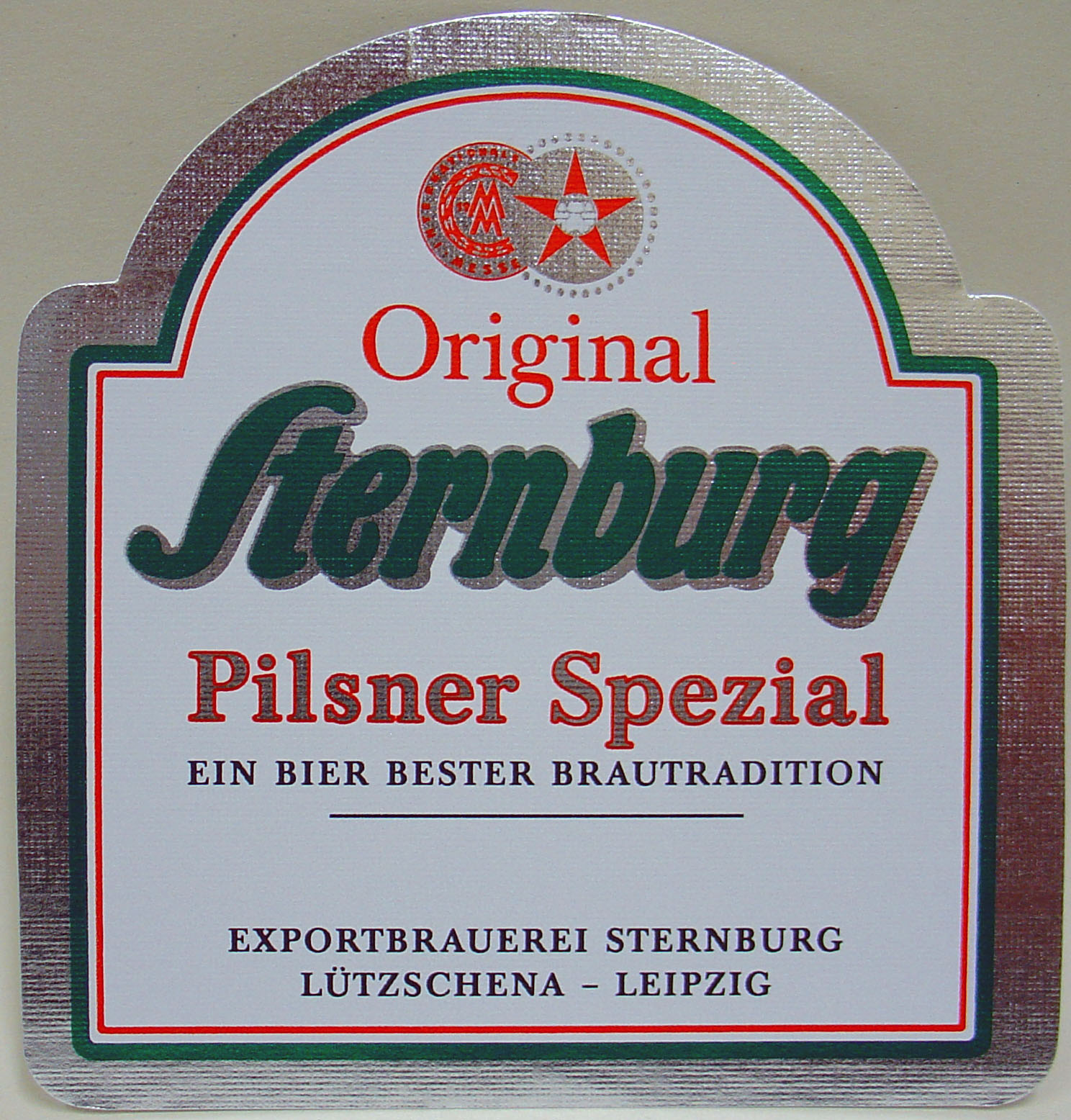
Pilsner Spezial, Sternburger Exportbierbrauerei
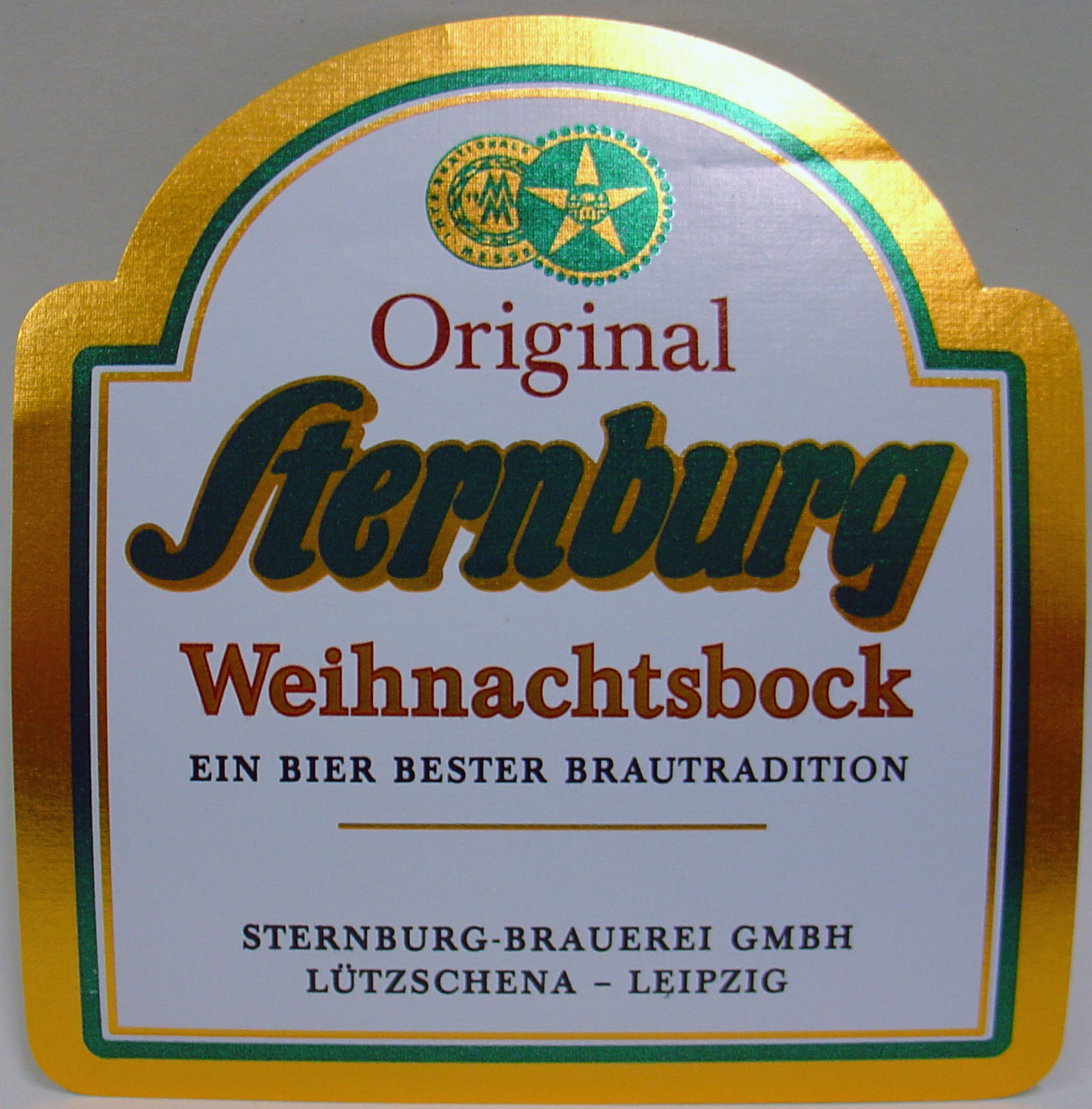
Sternburger Weihnachtsbockbier
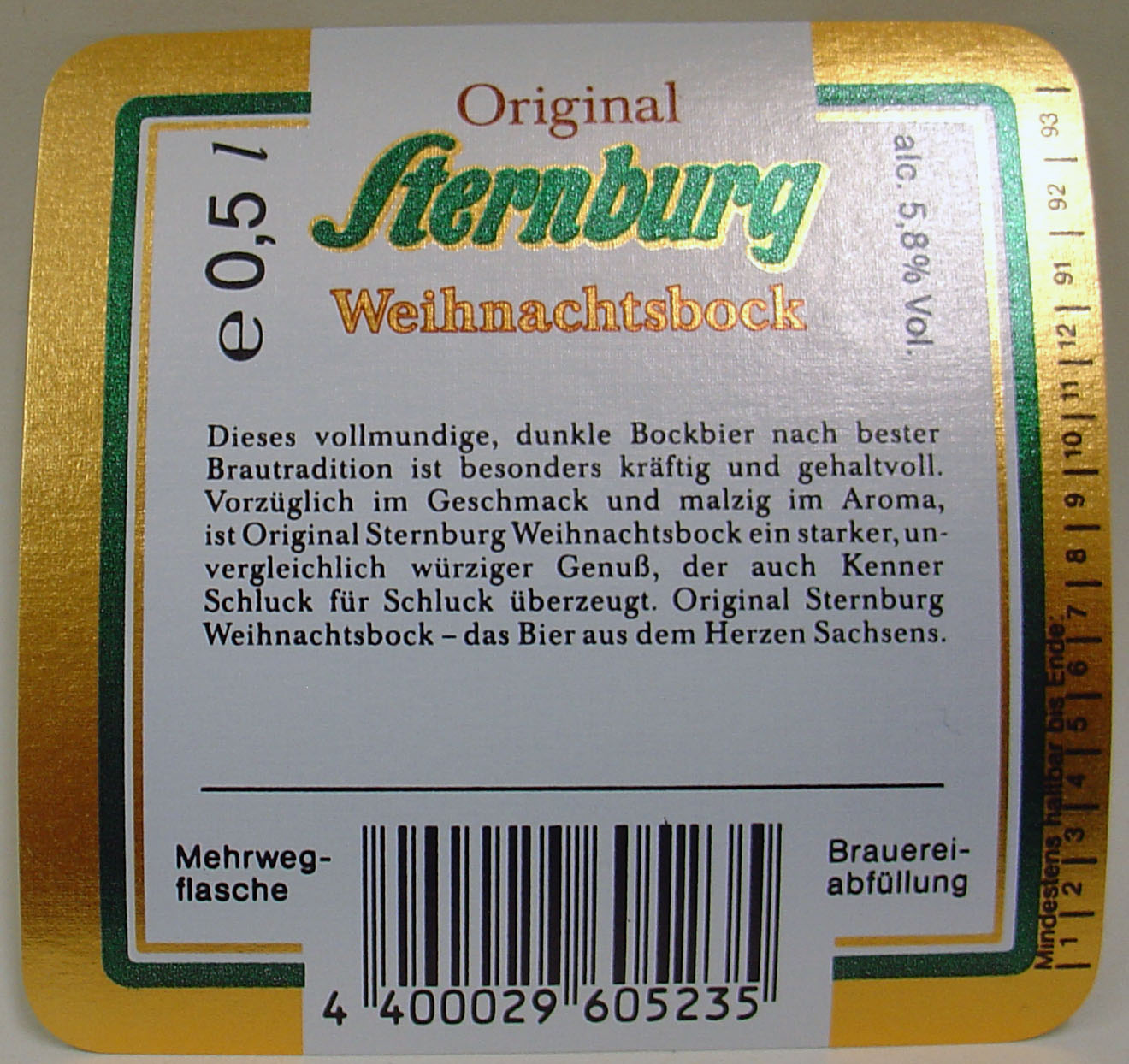
Rückseite des Weihnachtsbockbieres

## Trivia

### Magazin
Zur Biermarke Sternburg gibt es ein eigenes Fan-Magazin. Das Sterni erscheint als eMagazin regelmäßig auf der Sternburg-Website. Es wurde im Jahr 2006 von der Leipziger Agentur 4iMEDIA entwickelt und wird heute noch produziert. Inhalt sind Geschichten von Fans der Marke und Bands, die Songs über Sternburg geschrieben haben. Die Leser können auch an Umfragen teilnehmen, die sich um Musik oder die Lieblings-Bier-Sorte drehen.

### Werbeaktion
Im Vorfeld der Wahl zum Abgeordnetenhaus von Berlin 2011 fiel Sternburg durch eine Guerilla-Marketing-Kampagne auf, bei der Werbeplakate für das Bier mit wahlkampftypischen Slogans zwischen echten Wahlplakaten politischer Parteien aufgehängt wurden.